# Mistrovství České republiky v cyklokrosu 2007
Mistrovství České republiky v cyklokrosu 2007 se konalo 6. ledna 2007 v České Lípě.
Mistrovství bylo 8. a zároveň posledním závodem sezóny 2006/07 českého poháru v cyklokrosu. Závodu se zúčastnili závodníci kategorií elite a do 23 let. Okruh závodu měřil  2 650 m a závodníci ho absolvovali desetkrát. Ze 31 závodníků jich 7 nedokončilo.

## Přehled
| Poř.             | Jméno           | Čas         |
| ---------------- | --------------- | ----------- |
| Zlatá medaile    | Petr Dlask      | 1:05:40 h   |
| Stříbrná medaile | Zdeněk Štybar   | + 01:17 min |
| Bronzová medaile | Radomír Šimůnek | + 01:38 min |
| 4                | Lukáš Klouček   | + 02:30 min |
| 5                | Ondřej Bambula  | + 02:57 min |
| 6                | Ondřej Lukeš    | + 03:07 min |